# Winowno (województwo śląskie)
Winowno – wieś w Polsce położona w województwie śląskim, w powiecie myszkowskim, w gminie Koziegłowy.
Wieś biskupstwa krakowskiego w księstwie siewierskim w końcu XVI wieku. W latach 1975–1998 miejscowość administracyjnie należała do województwa częstochowskiego.

## Nazwa
Nazwę miejscowości w zlatynizowanej formie Vinowno wymienia w latach (1470–1480) Jan Długosz w księdze Liber beneficiorum dioecesis Cracoviensis.

### Historia Winowna
Jak podaje polski historyk Jan Długosz w spisanym po łacinie opisie diecezji krakowskiej Liber beneficiorum dioecesis Cracoviensis, wieś należała do kościoła parafialnego w Siewierzu. Z miejscowością wiąże się nazwisko Jana Koziegłowskiego wymienianego przez Długosza jako właściciela miejscowości.
Wieś w latach 1595-1988 należała do kościoła parafialnego w Koziegłówkach. W XV w. właścicielem jej był Jan Koziegłowski herbu Lis. Kmiecie mieli w niej 7 łanów ziemi, a sołtys 2 łany.  Od wsi dziesięcinę konopną i pieniężną pobierał kościół w Pszczynie („Plosczynie"). W Winownie nie było wtedy jeszcze ani folwarku, ani dworu i karczmy. W akcie sprzedaży Księstwa Siewierskiego z 1443 r., wymieniony jest Krusin („Cruschin") - folwark rycerski. Jednak żadna z późniejszych wizytacji biskupich nie podaje takiej wsi (wieś opustoszała). Prawdopodobnie więc w akcie sprzedaży była mowa o folwarku wsi Winowno. „Liber retaxationum" z 1529 r. podaje, że jeden kmieć z Winowna płacił dziesięcinę pieniężną kościołowi w Koziegłówkach, wartości 12 groszy.
W 1795 po rozbiorach Polski miejscowość znalazła się w zaborze rosyjskim i leżała w Królestwie Polskim. Miejscowość jako wieś i osada leśna leżące w powiecie będzińskim gmina Koziegłowy pod koniec XIX wieku wymienia Słownik geograficzny Królestwa Polskiego. W 1827 we wsi znajdowało się 41 domostw zamieszkanych przez 254 mieszkańców. W 1893 wieś liczyła 977 morg powierzchni, a osada leśna należąca do leśnictwa rządowego Olsztyn miała 15 morg ziemi 1 dom zamieszkiwany przez 6 mieszkańców. W sąsiedztwie znajdowała się również osada karczmarska o powierzchni 6 morg. W 1893 roku miejscowość miała 67 domy, w których mieszkało 585 mieszkańców.
W Winownie urodził się w 1880 r. Jan Cesarz, ksiądz (święcenia kapłańskie 29 VI 1903). 

### Okres międzywojenny
W okresie międzywojennym proboszcz kilku parafii w Łodzi (św. Wojciecha - 1918-1928, Podwyższenia św. Krzyża - 1928-1930) oraz par. św. Katarzyny w Zgierzu (1930-1936), od 1937 r. proboszcz katedry łódzkiej. Prałat od 1933 roku. Od 5 IX 1939 r. wikariusz generalny diecezji łódzkiej. Aresztowany przez Niemców 6 X 1941 r., podczas dużej akcji represyjnej przeciwko księżom diecezji łódzkiej, osadzony w obozie koncentracyjnym Dachau - nr 28157 - i tam zginął 4 V 1942 roku.
Jeden z jego braci - Józef Cesarz, naczelny lekarz 74 pułku piechoty z Lublińca zginął podczas egzekucji 300 polskich jeńców wojennych pod Ciepielowem.